# Esclavatge a l'Àfrica contemporània

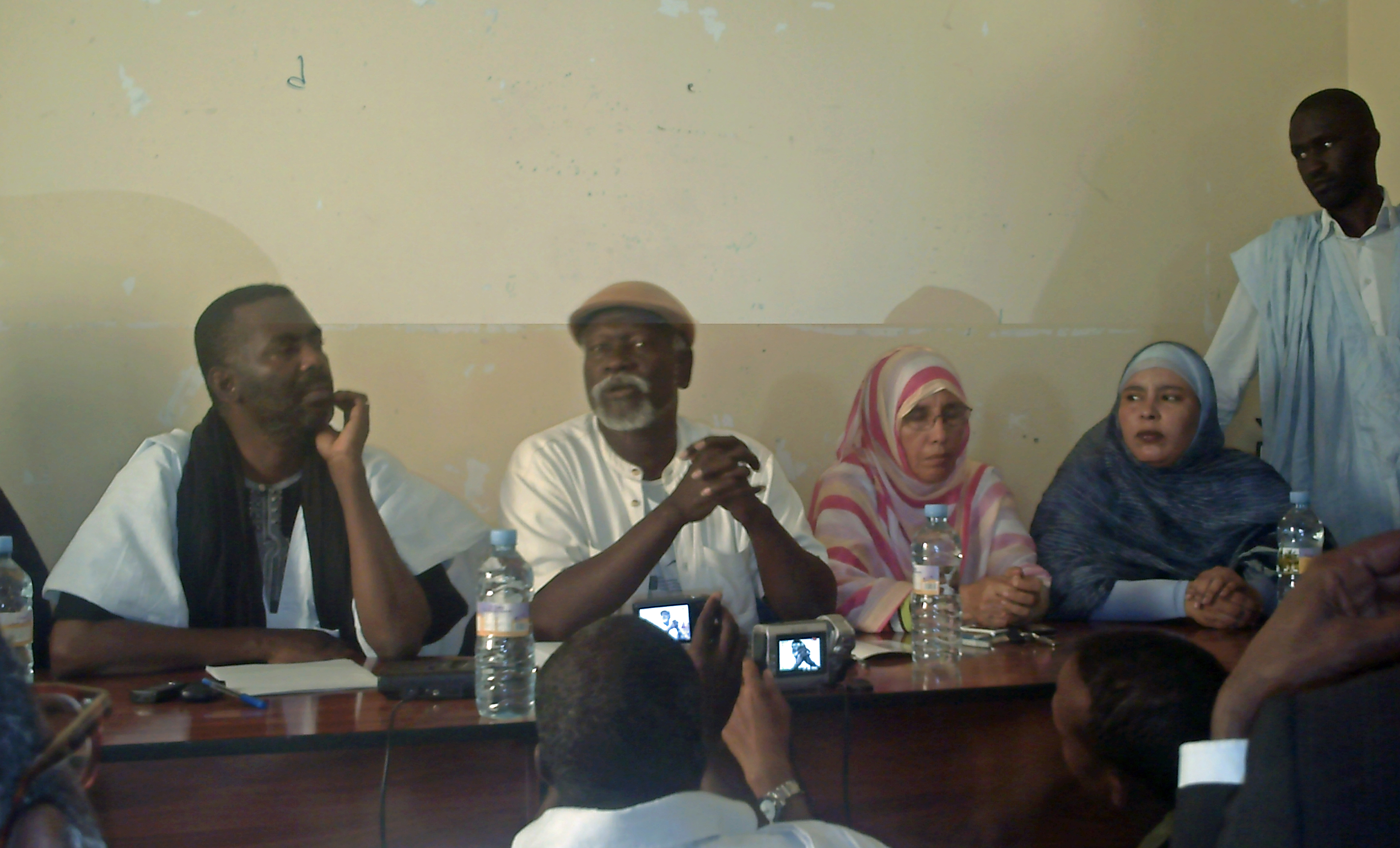
Un grup de defensors dels drets dels esclaus de Mauritània van reclamar el 2011 reforçar la llei antiesclavatge.

El continent africà és una de les regions més afectades per l'esclavitud contemporània. L'Esclavatge a Àfrica té una llarga història que no ha acabat i fins i tot s'ha intensificat amb el Comerç àrab d'esclaus i ha rebut un nou impuls amb el comerç atlàntic d'esclaus. Per altra banda, la demanda d'esclaus va suposar l'aparició de diversos regnes com l'Imperi Aixanti que existien en un context de guerra perpètua per tal de generar els presoners de guerra necessaris per a l'exportació lucrativa dels esclaus i que conserven la idiosincràcia. Aquests patrons han persistit durant el període colonial fins a finals del segle xix i principis del segle xx. Tot i que les autoritats colonials van intentar suprimir l'esclavitud al voltant del 1900, van tenir un èxit molt limitat i, després de la descolonització, l'esclavitud continua en moltes parts d'Àfrica, tot i ser tècnicament il·legal.
L'esclavitud a la regió del Sahel (i en menor mesura a la Banya d'Àfrica) existeix al llarg de la frontera racial i cultural dels amazics arabitzats al nord i els africans més foscos del sud. L'esclavitud en particular als estats del sahel de Mauritània, Mali, Níger, Txad i Sudan continua amb un patró de servitud hereditària centenari. Hi ha altres formes d'esclavitud tradicional en algunes parts de Ghana, Benín, Togo i Nigèria. També hi ha altres formes no tradicionals d'esclavitud a l'Àfrica actual, principalment relacionades amb el tràfic d'éssers humans, i l'esclavatge de nens i nenes soldats i treballadors infantils. Per exemple el tràfic de persones a Angola i el tràfic de nens procedents de Togo, Benín i Nigèria al mercat de Gabon i Camerun.

L'esclavitud moderna d'Àfrica, d'acord amb la Societat Antiesclavitud, inclou l'explotació de poblacions subjugades fins i tot quan la seva condició no s'anomena tècnicament "esclavitud". : 
 "Tot i que sovint aquesta explotació no es diu esclavitud, les condicions són iguals. Les persones es venen com a objectes, forçades a treballar per pocs salaris i no, i estan a la mercè dels seus "empresaris".
Es calcula que el treball forçós a l'Àfrica subsahariana afecta a 660.000 persones. Això inclou persones involucrades en les mines il·legals de diamants de Sierra Leone i Libèria, que també són conseqüència directa de la guerra civil en aquestes regions.

## Tipus

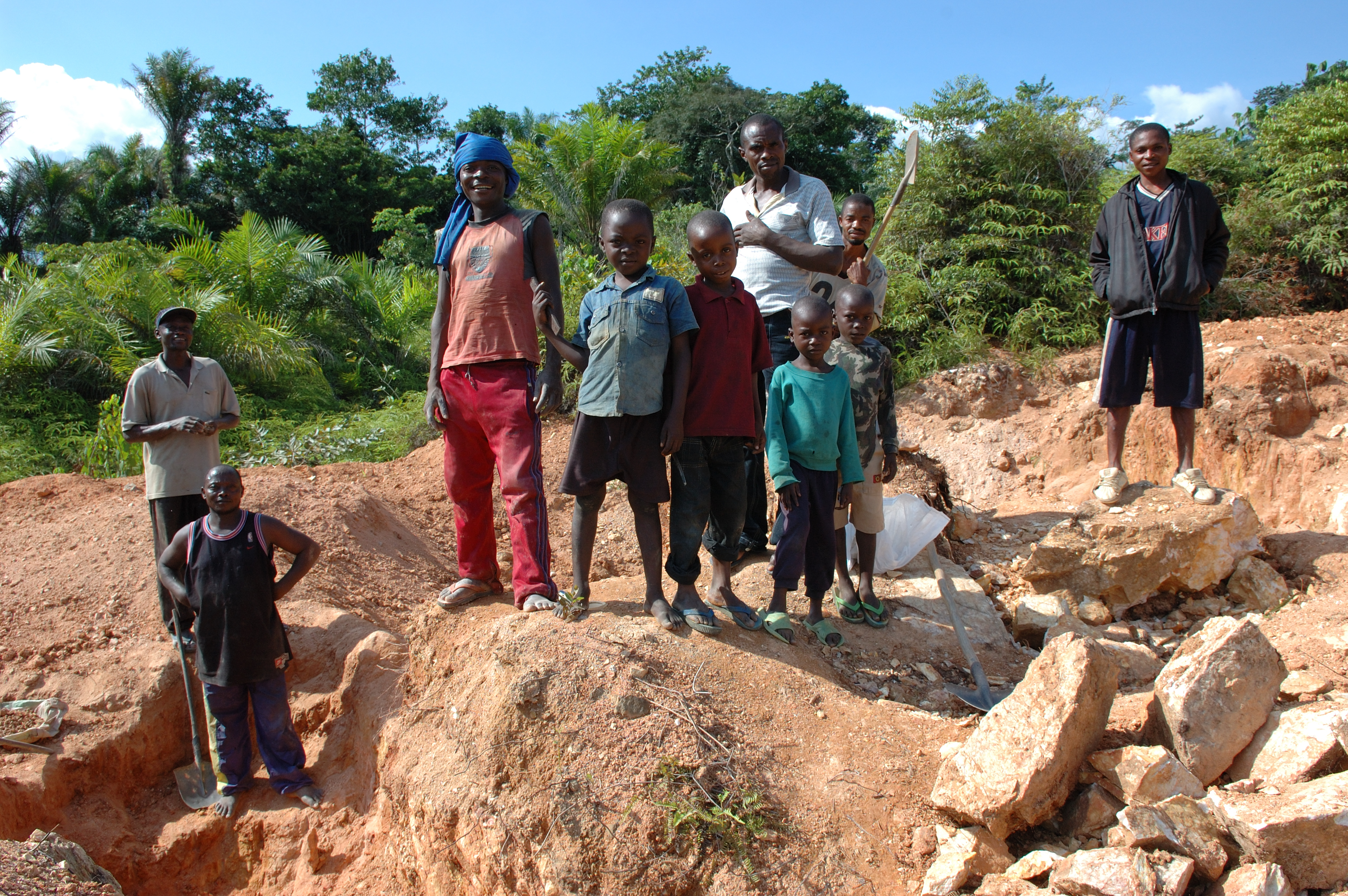
Esclavitud hereditària i treball infantil corporatiu a Àfrica

### Comerç sexual
Tot i que l'esclavitud institucional ha estat prohibida a tot el món, hi ha nombrosos informes d'esclaus sexuals femenins en àrees sense control efectiu del govern, com ara el Sudan i Libèria, Sierra Leone, nord d'Uganda, Congo, Níger i Mauritània. A Ghana, Togo i Benín, una forma de prostitució sagrada (forçada) coneguda com a trokosi ("servitud ritual") manté a la força a milers de noies i dones en santuaris tradicionals com "esposes dels déus", on els sacerdots realitzen l'acte sexual argumentant que ho fan en nom dels déus.

### Treball forçat
El treball forçós es defineix com qualsevol treball o servei que la gent es veu obligada a fer contra la seva voluntat sota l'amenaça d'alguna forma de càstig. El treball forçós va ser sistemàticament utilitzat a l'Estat lliure del rei Leopold del Congo i a les plantacions portugueses de Cap Verd i São Tomé. A finals de la dècada del 2010 a la República Democràtica del Congo, els pobles pigmeus solen ser víctimes dels veïns Bantú, que han substituït les posicions dels europeus.
"Hem de treballar per als mestres bantús. No podem negar-nos a fer-ho perquè és probable que siguem colpejats o siguem víctimes d'insults i amenaces. Tot i que acceptem treballar tot el dia als camps, se'ns demana que treballem encara més, per exemple, per anar a buscar llenya o anar a caçar. La majoria de les vegades ens paguen en espècies, uns draps gastatsper 10 dies laborables. No podem negar-nos perquè no tenim cap opció.

### Comerç de nens esclaus
El comerç de nens ha estat reportat a Nigèria i Benín. Els nens són segrestats o comprats per entre 20 i 70 dòlars cadascun per esclavistes d'estats més pobres, com Benín i Togo, i venuts com esclaus sexuals o funcionaris domèstics no pagats per 350 dòlars cadascun a estats rics a causa del petroli com Nigèria i Gabon.
L'abril de 2014, Boko Haram va segrestar a 276 estudiants de Chibok, Borno. Més de 50 van escapar ràpidament, però la resta no fou alliberada. En canvi, el líder de Boko Haram, Abubakar Shekau, va anunciar la seva intenció de vendre-les com esclaves. El Departament d'Estat dels Estats Units va anunciar una recompensa de 7 milions de dòlars el juny de 2013 per obtenir informació per poder-ho capturar.

### Esclavitud ritual
La servitud ritual (Trokosi) és una pràctica a Ghana, Togo i Benín, on els santuaris religiosos tradicionals prenen éssers humans, generalment noies verges joves en pagament de serveis, o en expiació religiosa per presumptes faltes d'un membre de la família. A Ghana i Togo, és practicada per la població Ewe a la regió de Volta, i a Benin és practicada pels Fon.

## Esclavitud per país

### Txad
La pràctica de l'esclavitud al Txad, com en general als estats del sahel, és un fenomen arrelat amb una llarga història, que es remunta al comerç d'esclaus àrab dels regnes del sahel i continua fins avui. Com en qualsevol altre lloc de l'Àfrica occidental, la situació reflecteix una ruptura ètnica, racial i religiosa. IRIN, una xarxa d'informació regional de l'Oficina de Coordinació d'Assumptes Humanitaris de l'ONU informa que els pares de les víctimes els venen a pastors àrabs al Txad a causa de la pobresa.

### Congo
L'esclavitud, semblant a la servitud del deute, és habitual en diverses zones del Congo.

### Etiòpia
Mahider Bitew, expert en protecció dels drets i protecció de la infància del Ministeri de la Dona d'aquest estat, diu que alguns estudis realitzats a Dire Dawa, Shashemene, Awassa i altres tres ciutats del país indiquen que el problema del tràfic de nens és molt greu. Segons un estudi de 2003, prop de mil nens van ser objecte de tràfic a través de Dire Dawa a països de l'Orient Mitjà. La majoria d'aquests nens eren noies, gran part de les quals es van veure obligades a prostituir-se després de sortir del país.
A Etiòpia, els nens són objecte de tràfic per la prostitució, per oferir treballs barats o no remunerats i per treballar com a funcionaris o captaires. Aquests nens solen tenir entre els 10 i els 18 anys, i el seu tràfic és dels pobles als centres urbans i a les ciutats al país. Sovint s'espera que els nois treballin en activitats com la ramaderia de bestiar a les zones rurals i la indústria del teixit a Addis Abeba i altres ciutats importants. S'espera que les noies assumeixin responsabilitats per a les tasques domèstiques, la cura dels nens i la cura dels malalts i que treballin com a prostitutes.

### Ghana, Togo, Benín
A algunes parts de Ghana on viuen els Ewe, una família pot ser castigada per un delicte havent d'entregar una dona verge per servir com a esclava sexual a la família ofesa. En aquest cas, la dona no obté el títol d'"esposa". A zones de Ghana, Togo i Benin, l'esclavitud del santuari persisteix, tot i que és il·legal a Ghana des del 1998. Aquest sistema d'esclavitud s'anomena de vegades trokosi (a Ghana), o voodoosi a Togo i Benín, o servitud ritual. Les noies verges joves es donen com a esclaves en els santuaris tradicionals i són utilitzades sexualment pels sacerdots, a més de proporcionar mà d'obra gratuïta al santuari.
Moltes prostitutes xineses són objecte de trànsit a Ghana per donar servei a comunitats expatriades al país, segons revela la investigació d'Alliance of Africa West Africa (EPAWA). Les organitzacions no governamentals amb seu a Accra van declarar que les víctimes de notícies de la ciutat van ser reclutades sota el pretext de treballar com a assistents de restaurants. Llavors van ser confinades i obligades a prestar serveis sexuals.

### Madagascar
La servitud domèstica i el treball forçós constitueixen un problema continuat i augmenten a causa de la pobresa exacerbada a Madagascar, segons una missió de 2012 del relator especial de les Nacions Unides per a les formes contemporànies d'esclavitud. El Relator Especial de les Nacions Unides va identificar els nens com a particularment vulnerables i es va preocupar especialment per l'esclavitud dels joves en explotació minera i sexual o matrimonis servils.

### Mali
L'esclavitud continua existint a Mali en totes les ètnies del país, però particularment entre les comunitats tuareg. Els francesos van abolir formalment l'esclavitud el 1905, però molts esclaus van romandre amb els seus amos fins al 1946 quan es va produir un gran activisme d'emancipació. El primer govern independent de Mali va intentar acabar amb l'esclavitud, però aquests esforços es van soscavar amb la dictadura militar des del 1968 fins al 1991. L'esclavitud persisteix amb milers de persones que encara es mantenen en servitud; no obstant això, un moviment social actiu anomenat Temedt, que va guanyar el premi Internacional Anti-Esclavitud 2012, ha estat pressionant el govern per acabar amb l'esclavitud al país.
Tot i que el govern mali nega que l'esclavitud continuï, l'escriptora delNational Geographic Kira Salak va afirmar el 2002 que l'esclavitud era visible i que ella mateixa va comprar i després va alliberar dos esclaus a Timbuktu. A més, amb la rebel·lió tuareg de 2012, hi ha informes que indiquen que antics esclaus van ser recapturats pels seus antics amos.

### Mauritània
Hi ha un sistema pel qual els musulmans àrabs - els bidanes - tenen esclaus negres, els haratines. S'estima que uns 90.000 mauritans estan esclavitzats. Els bidanes governants (el nom significa persones literalment de pell blanca) són descendents de les tribus amazigues sanhaja i àrabs Beni Hassan que van emigrar al nord - oest de l'Àfrica i al Sàhara occidental actual i la Mauritània durant l'edat mitjana.

Segons algunes estimacions, fins a 600.000 mauritans, que són el 20% de la població, segueixen sent esclavitzats, i molts d'ells utilitzats com a treballadors forçats. L'esclavitud a Mauritània va ser criminalitzada a l'agost de 2007. Malouma Messoud, un ex-esclau musulmà, va explicar la seva esclavitud davant d'un líder religiós: 
 "No vam aprendre aquesta història a l'escola, simplement vam créixer dins d'aquesta jerarquia social i la vam viure. Els esclaus creuen que si no obeeixen als seus amos, no aniran al paradís. Creixen en un sistema social i religiós que cada dia reforça aquesta idea. " 
 A Mauritània, malgrat que la llei va prohibir la propietat esclava el 1981, l'esclavitud hereditària continua. A més, segons Amnistia Internacional: 
 "El govern no només va negar l'existència de l'esclavitud i no va respondre als casos quan se'l va requerir, sinó que va obstaculitzar les activitats de les organitzacions que treballen en aquest tema, fins i tot negant-se a reconèixer-los oficialment". 
 L'Imam El Hassan Ould Benyamin de Tayarat el 1997 va expressar les seves opinions sobre anteriors proclames que acabaven amb l'esclavitud al seu país de la següent manera: 
 "[és] contrària als ensenyaments del text fonamental de la llei islàmica, el Coran... [i] representa l'expropiació dels musulmans dels seus béns; béns que van ser adquirits legalment. L'estat, si és islàmic, no té dret a apoderar-se de la meva casa, de la meva dona o del meu esclau. " 
 Biram Dah Abeid sovint anomenat el Nelson Mandela de Mauritània o l'Espartac de Mauritània, un activista antiesclavista i membre del grup ètnic Haratin a Mauritània argumenta que 
 hi ha una mena de coalició informal: Beydanes (la casta que posseeix l'esclau), l'estat, la policia, els jutges i els imams, que impedeixen que els esclaus abandonin els seus amos. "Sempre que un esclau s'allibera quan IRA [el seu grup antiesclavista] no ho sap i no està present, els agents de policia i els jutges ajuden els araboamazics per intimidar a l'esclau fins que es torna submís." 
 Biram, juntament amb altres 16 activistes, des de l'11 de novembre de 2014, estan a l'espera de ser jutjats a Mauritània per múltiples càrrecs que inclouen "violar l'ordre públic" i "ofendre les autoritats".
La història de Biram Dah Abeid, un destacat activista antiesclavista en judici, il·lustra la problemàtica història i la persistència de l'esclavitud a Mauritània. No obstant això, els militants de drets humans de Mauritània segueixen esperançats i creuen que el judici finalment durà a canvis positius a llarg termini.

### Níger
Níger continua tenint problemes significatius amb tres formes d'esclavitud contemporània: l'esclavitud hereditària, l'“esclavitud passiva” i matrimonis servils anomenats wahaya. A causa del problema continuat de l'esclavitud i la pressió de l'organització de Timidria, Níger es va convertir en el primer país d'Àfrica occidental a aprovar una llei que criminalitzava específicament l'esclavitud. Malgrat la llei, l'esclavitud persisteix a través dels diferents grups ètnics del país, les dones són especialment vulnerables, i un cens de 2002 va confirmar l'existència de 43.000 esclaus i va estimar que la població total podia superar les 870.000 persones. En un cas històric el 2008, el Tribunal de Justícia de la Comunitat Econòmica dels Estats de l'Àfrica Occidental (CEDEAO) va trobar al govern de Níger responsable de continuar amb l'estatus d'esclaus de la dona com a part del matrimoni wahaya i li va atorgar 21.500 US$.

### Sudan
El Sudan ha vist un ressorgiment de l'esclavitud des de 1983, associat a la Segona Guerra Civil sudanesa. Les estimacions dels segrestos oscil·len entre les 14.000 i les 200.000 persones.
Al Sudan, els cristians i animistes en captivitat des de la guerra civil són sovint esclavitzats, i les dones preses solen utilitzar-se sexualment, perquè els seus captors musulmans afirmen que la llei islàmica els atorga permís. Segons la CBS, els esclaus s'han venut per 50 dòlars per persona. El 2001, la CNN va informar que l'administració Bush va rebre la pressió del Congrés, incloent-hi cristians conservadors preocupats per l'opressió i l'esclavitud religioses, per tractar qüestions relacionades amb el conflicte sudanès. La CNN també ha citat les acusacions del Departament d'Estat dels EUA : "El suport del govern [sudanès] a l'esclavitud i la seva contínua acció militar, que ha provocat nombroses morts, es deu en part a les creences religioses de les víctimes".
Jok Madut Jok, professor d'Història a la Universitat Loyola Marymount, afirma que el segrest de dones i nens del sud al nord és esclavitud es digui com es digui. El govern del Sudan insisteix que tota la qüestió no és altra cosa que el tradicional feu tribal sobre els recursos.

### Sud-àfrica
Malgrat els esforços significatius realitzats pel govern sud-africà per combatre el tràfic de persones, el Departament de tràfic de persones dels Estats Units ha col·locat el país a la "llista de vigilància Tier 2" durant els darrers quatre anys. Sud-àfrica té fronteres amb Namíbia, Botswana, Zimbabwe, Lesotho, Moçambic i Swazilàndia. Compta amb 72 ports d'entrada oficials "i diversos ports d'entrada no oficials on la gent entra i surt sense ser detectada" al llarg dels seus 5.000 km de frontera terrestre. El problema de les fronteres poroses es veu agreujat per la manca d'empleats amb una formació adequada, cosa que ha provocat que pocs funcionaris de la policia controlin grans parts del litoral del país.